# Чернявський Валерій Володимирович
Чернявський Валерій Володимирович (21.08.1952, смт. Козельщина, Козельщинського району Полтавської області – 06.04.2011, м. Полтава) - професор архітектури та міського будівництва, розробник енергоефективних конструктивних рішень планування міст, мікрорайонів та промислових територій, цивільних, промислових і сільськогосподарських будівель і споруд; розробник державних будівельних норм і Національних стандартів України; фундатор інноваційної науково-освітньої школи автоматизованого проектування, комп’ютерних технологій проектування конструкцій, будівель і споруд, та наукових досліджень будівель і споруд; Лауреат Всеукраїнського конкурсу Комітету Верховної Ради України «Лідер Паливно-енергетичного комплексу» в номінації «Енергозберігаючий проект» за комплекс нормативних документів України із забезпечення енергозбереження та енергоефективності будівель; керівник проекту оптимізації температурно-вологісного режиму огороджувальних конструкцій житлового фонду м. Полтава, що отримав І місце на Всеукраїнському інноваційному конкурсі «Зодчий ХХІ столетия»; Автор наукових публікацій з архітектури і міського будівництва, енергоефективних конструктивних решень промислових приміщень, нормалізації вологісного режиму огороджуючих конструкцій будівель, розробник і укладач інноваційних навчальних програм, навчально-методичних комплексів, навчальних посібників, навчально-методичних розробок; член - кореспондент Академії будівництва України. 
Впродовж тридцяти одного року науково-педагогічної роботи на кафедрі архітектури та містобудування, а також у Спеціалізованої вченої ради по захисту докторських дисертацій Д 44.052.02 Полтавського національного технічного університету імені Юрія Кондратюка передавав свої знання десяткам тисяч архітекторів і будівельників та формував їх як фахівців, які успішно працюють в будівельній галузі України і різних країн світу, Продовжують реалізовувати наукові дослідження і розробки, готувати спеціалістів майбутніх поколінь. 

## Розроблені Державні будівельні норми і Національні стандарти України
ДБН В.2.6-31:2006 «Теплова ізоляція будівель»
ДБН В.2.6-33-2008. «Конструкції зовнішніх стін із фасадною теплоізоляцією. Вимоги до проектування, улаштування та експлуатації»
ДСТУ Б  В.2.2-21:2008 «Будинки і споруди. Метод визначення питомих тепловитрат на опалення будинків»
ДСТУ Б В.2.6-37:2008 «Конструкції будинків і споруд. Методи визначення показників повітропроникності огороджувальних конструкцій і їх елементів у лабораторних умовах»
ДСТУ А.2.2-8:2010. Розділ «Енергоефективність» у складі проектної документації об’єктів
ДСТУ Н Б В.2.2–27:2010. Настанова з розрахунку інсоляції об’єктів цивільного призначення
ДСТУ Б В.2.6-100:2010 «Методи визначення теплостійкості огороджувальних Конструкцій»
ДСТУ Б В.2.6–101:2010 «Метод визначення опору теплопередачі огороджувальних конструкцій»

## Наукові праці та науково-технічні досягнення
Чернявский В.В. К вопросу определения локальных коэффициентов теплообмена для вертикальных воздушных прослоек // Депонир. во ВНИИИС рукопись 17.01.86 г., №6511 / Полт.ИСИ. - Полтава. - 1986. - 17с.
Могилат А.Н., Чернявский В.В., Латыш Ю.А. Распашные ворота для животноводческих  зданий с кирпичными торцовыми стенами // Информационный листок о передовом производственном опыте №173-85. Выпуск 2. Харьков: ЦНТИ. - 1985. - 4с.
Безрулонные железобетонные крыши крупнопанельных жилых зданий / А.Г. Луганов, А.Н. Могилат, В.В. Чернявский, Л.Г. Щербинин. / Информационный листок о научно-техническом достижении №85-109. Харьков: ЦНТИ. - 1985. - 4с.
Могилат А.Н., Луганов  А.Г., Чернявский  В.В. Улучшение теплозащитных качеств однослойных наружных ограждений сельскохозяйственных производственных зданий // Повышение эффективности сельскохозяйственного строительства на основе механизации трудоемких работ и сокращения затрат ручного труда: Тез. докл. Республ. науч. - техн. конф. - Полтава. - 1985. - С.109 -111.
Могилат А.Н., Чернявский В.В. Однослойные стеновые ограждения с отражательной теплоизоляцией // Развитие, производство и применение легких бетонов и конструкций из них, в том числе с использованием промышленных отходов: Тез. докл. III Всесоюзн. конф. по легким бетонам. Ереван, 5-7 августа 1985г. М.: Стройиздат.-1985.-С.135-136.
Могилат А.Н., Чернявский В.В.  Однослойные ограждающие конструкции с повышенными теплозащитными качествами // Депонир.: во ВНИИИС рукопись 17.01.86 г., №6508 / Полт.ИСИ. -Полтава.- 1986.-17с.
Могилат О.Н., Чернявський В.В., Скать Д.Д. Панелі з полімерними прошарками // Сільське будівництво. -1986. -№5. -С.18.
Могилат А.Н., Чернявский В.В. Однослойные стеновые ограждения с отражательной теплоизоляцией и повышенной водонепроницаемостью // Инф. листок о НТД №86-092. -Харьков: ЦНТИ. -1986. -4с.
Могилат А.Н., Чернявский В.В. Расчет воздушных прослоек с переменной толщиной стенок // Известия вузов. Строительство и архитектура. -1986. -№8. -С.83-87.
Чернявский В.В.,Колесниченко Н.А. Опыт применения золы-уноса на Ново-Каховском ДСК // Тез. докл. Респуб. сем. „Расширение объемов использования вторичных сырьевых ресурсов при производстве строительных материалов и изделий. - Киев. -1986. -С.84.
Наружное ограждение: А.с. 1350283 СССР, МКИ  / В.В.  Чернявский, А.Н.Могилат, Л.П.Тимофеенко, Р.А.Веселовский (СССР). -№   ; Заявлено 07.11.87; Опубл. , Бюл. № 41. - с.
Могилат О.Н., Чернявський В.В. Панелі з полімерними прошарками // Сільське будівництво. -1987. -№11. -С.11.
Применение полимерных слоев в однослойных ограждающих конструкциях / А.Н.Могилат, В.В. Чернявский, О.И.Юрин, Д.Д.Скать // Инф. листок о НТД №88-137. -Харьков: ХЦНТИ. -1988. -3с.
Чернявский В.В. Математические предпосылки моделирования влажностного режима легкобетонных  стеновых ограждений с полимерными слоями // Депонир.: во ВНИИИС рукопись 23.08.88г., №9464 / Полт.ИСИ. -Полтава.- 1988. -16с.
Могилат А.Н., Чернявский В.В. Уменьшение отпускной влажности наружных стеновых панелей на Новокаховском ДСК Херсонской области //  Депонир.: во ВНИИИС рукопись 23.08.88г., №9465 / Полт.ИСИ. -Полтава. -1988. -3с.
Чернявский В.В., Могилат А.Н. Наружные стеновые ограждения с полимерными слоями и их эксплуатационные качества // Труды Областной науч.-техн. конф. „Интенсификация строительного производства”. -Полтава. -1989. -С.94-98.
Исследовать и внедрить однослойные ограждающие конструкции животноводческих  зданий с применением дублированной металлизированной полимерной пленки: Отчет о НИР (заключительный во ВНИИИС). Отв. исп. Чернявський В.В. / Полт. инж.-строит. ин-т. -№ГР 01850082766; Инв. №02890059277. -М.,1989. -245с.
Чернявский В.В., Пужай А.М. Расчет воздушных прослоек с переменной толщиной стенок с использованием ЭВМ // Труды 42 науч. конф. Полт. ИСИ, Полтава. -Кобеляки: МРТ. -1990. -С.61-62. 
Чернявский В.В. Влияние полимерных слоев на паропроницаемость наружных ограждений // Труды 42 науч. конф. Полт. ИСИ, Полтава. -Кобеляки: МРТ. -1990. -С.62.
Чернявский В.В. Эффективные наружные ограждения с полимерными слоями и воздушными прослойками /конструктивные признаки и теплофизические аспекты: Автореф. дис. канд. техн. наук: 05.23.01 / МИИТ им. Ф.Э.Дзержинского. -М., 1991. -24с.
Разработать и внедрить предложения по обеспечению необходимых теплозащитных качеств стеновых панелей серии ІІІ-94: Отчет о НИР (заключительный во ВНИИИС) / Полт. инж.-строит. ин-т. -№ГР 01890019033; Инв. №  . -М.,1990. -66с.
Чернявский В.В., Волик Г.Л. Возможные пути улучшения качества железобетонных конструкций на Н.Каховском ДСК // Труды 43 науч. конф. Полт. ИСИ, Полтава. -1991. -С.192.
Волик Г.Л., Чернявский В.В. Пути нормализации влажностного режима ограждающих конструкций камерних холодильников // Труды 43 науч. конф. Полт. ИСИ, Полтава.. -1991. -С.193.
Эксплуатационные качества микрорайонов и промышленных территорий, гражданських, промышленных и сельскохозяйственных зданий и их ограждений: Отчет о НИР (заключительный во ВНИИИС) / Полт. инж.-строит. ин-т. - №ГР 01860124754; Инв. №  . -М.,1991. -С.6-26.
Чернявский В.В., Убей-Волк  М.В. Опыт применения монолитного домостроения на Украине // Труды 44 науч. конф. Полт. ИСИ, Полтава: Упрстат. -1992. -С.220.
Чернявский В.В. Экономическая целесообразность применения наружных ограждений с вентилируемыми воздушными прослойками с переменной толщиной стенок  // Труды 44 науч. конф. Полт. ИСИ, Полтава: Упрстат. -1992. -С.224.
Чернявский В.В., Могилат А.Н. Энергосберегающее конструктивное решение наружных ограждений производственных зданий // Совершенствование проектных решений с учетом проблем экологии / Сб. науч. тр. Полт. ИСИ. -К.: УМК ВО. -1992. -С.26-34.
Чернявский В.В. Исследование полей упругости водяного пара в толще наружных ограждений  // Тези доп. 45 наук. конф. ПІБІ, Полтава: Упрстат. -1993. Част.2. -С.83-84.
Волик Г.Л., Чернявский В.В. Разработка ограждающих конструкций и полов промышленных холодильников с прогнозируемыми эксплуатационными качествами // Тези доп. 45 наук. конф. ПІБІ, Полтава: Упрстат. -1993. Част.2. -С.82.
Бакушевич В.Б., Могилат О.Н., Чернявський В.В. Об”ємно-планувальне рішення павільйону для астрометричних обстежень // Тези доп. 46 наук. конф. ПІБІ, Полтава,1994. -Полтава: Упрстат. -1993. -Част.4. -С.52.
Чернявський В.В. Житлові будинки 464-ї серії в м.Кременчуці. Стан. Експлуатаційні якості. // Тези доп. 46 наук. конф. ПІБІ, Полтава,1994. -Полтава: Упрстат. -1993. -Част.4. -С.41-42.
Чернявський В.В. Натурні дослідження експлуатаційних якостей об”єктів об”ємно-блочного домобудування Кременчуцького напрямку // Тези доп. 46 наук. конф. ПІБІ, Полтава,1994. -Полтава: Упрстат. -1993. -Част.4. -С.41-42.
Чернявський В.В. До питання про нові нормативи опору теплопередачі огороджуючих конструкцій в Україні // Тези доп. 47 наук. конф. Полт. техн. ун-ту, Полтава,1995. -Полтава: Упрстат. -1995. -Част.4. -С.51-52.
Чернявський В.В. Новий підхід до проектування зовнішніх огорож будівель // Тези доп. 47-ї наук. конф. Полт. техн. ун-ту, Полтава,1995. -Полтава: Упрстат. -1995. -Част.4. -С.52.
Чернявський В.В.Утилізація теплоти при експлуатації зовнішніх огороджуючих конструкцій // Труди 1-ї Всеукраїнської наук.-практ. конф.”Економія теплоти та енергії в проектуванні та будівництві”- Полтава. -1996. -С.41.
Чернявський В.В. Випробування багатошарових термічно неоднорідних огороджуючих  конструкцій // Тези доп. 48-ї наук. конф. Полт. техн. ун-ту, Полтава,1996. -Полтава: Упрстат. -1996. -Част. . -С.56-57.
Чернявський В.В. Оцінка похибок визначення теплотехнічних показників термічно неоднорідних огороджуючих конструкцій // Тези доп. 48-ї наук. конф. Полт. техн. ун-ту, Полтава,1996. -Полтава: Упрстат. -1996. -Част. . -С.56-57.
Чернявський В.В. Підвищення довговічності легких залізобетонних конструкцій // Тези доп. 49-ї наук. конф. Полт. техн. ун-ту, -Полтава. -1997.  -С.  
Чернявський В.В. Адгезійна міцність полімерного і бетонного шарів у композиційному матеріалі // Тези доп. 49-ї наук. конф. Полт. техн. ун-ту. -Полтава. -1997.  -С.  
Волик Г.Л., Чернявський В.В. Тепловий режим тваринницьких приміщень // Тези доп. 50-ї наук. конф. Полт. держ. техн. ун-ту імені Юрія Кондратюка. -Полтава. -1998 . -С.29.
Чернявський В.В., Волик Г.Л.,  Екранування стін як засіб їх довговічності // Тези доп. 50-ї наук. конф. Полт. держ. техн. ун-ту імені Юрія Кондратюка. -Полтава. -1998 . -С.30.
Чернявський В.В. Автоматизоване проектування об”єктів будівництва студентами будівельного факультета: проблеми та шляхи поліпшення викладання курсу // Труди Всеукраїнської наук.- практ. конф. „Поліпшення якості підготовки фахівців шляхом інтеграції навчання і наукових досліджень”. -Полтава: ПДТУ. -2001. -С.
Василенко В.М., Дубіщев В.П., Чернявський В.В., Волкова О.В. Проблеми та напрями вдосконалення системи фінансового забезпечення реалізації інвестиційної політики регіонів // „Економіка і регіони ”, Полтава, Полт. нац. техн. ун-т  імені Юрія Кондратюка. -N1, 2003.
Чернявський В.В., Волкова О.В. Роль ринку в системі забезпечення соціально-економічного розвитку регіону // Управління розвитком соціально-економічних систем: стан, проблеми, перспективи. Зб. матеріалів міжвузівської наук.- практ. конф., Полтава, 2004р.
Чернявський В.В., Галінська Т.А., Овсій М.О. Світлотехнічні дослідження розподілу освітлення приміщень головного виробничого корпусу алмазного заводу // Ресурсоекономні матеріали, конструкції, будівлі та споруди / Зб. наук. пр. Вип. 12. - Ровно, 2005. С.401-406.
Чернявський В.В. Обґрунтування алгоритму розрахунку вентильованих повітряних прошарків з перемінною товщиною стінок// Ресурсоекономні матеріали, конструкції, будівлі та споруди / Зб. наук. пр. Вип. 13. -Ровно, 2005. С.283-289.
Чернявський В.В., Галінська Т.А., Овсій М.О. Розрахунок природного освітлення приміщень будівель, які освітлюються через ліхтарні надбудови при ясному і хмарному небі МКО // Ресурсоекономні матеріали, конструкції, будівлі та споруди / Зб. наук. пр. Вип. 14. -Рівне, 2006. С.357-361.

## Навчальні посібники, навчально-методичні комплекси, навчально-методичні розробки, методичні рекомендації
Методические рекомендации по повышению теплотехнических показателей ограждающих конструкций на стадии их проектирования и изготовления / Г.Г.Фаренюк, В.П.Хоменко, А.Н.Могилат, В.В.Чернявский / НИИСК Госстроя СССР. -К.-1987. -31с.
Рекомендации по расчету, изготовлению и монтажу керамзитозолобетонных наружных стеновых панелей жилых домов серии ІІІ-94, возводимых Новокаховским домостроительным комбинатом / А.Н.Могилат, В.В.Чернявский, Г.Л.Волик, А.И.Подофа, Н.А.Загурская, А.Н.Попов, В.А. Сковородько / Под ред. А.Н.Могилата, В.В.Чернявского. -Новая Каховка: НКТ. -1989. -102с.
Методические указания к разработке генерального плана территории промышленного предприятия в курсовом проекте №2 по архитектуре для студентов специальности 2903 „Промышленное и гражданское строительство” дневной и заочной форм обучения / Сост. Чернявський В.В. // Мин-во образования Украины. . Полт.ИСИ. Методические указания: утвержд. на заседании Совета инст-та. Прот. №1 от 25.09.92. Полтава; ПІБІ. -Київ: Віпол.-1992.-20с.
Методические указания к оформлению архитектурно-конструктивных чертежей дипломних и курсових проектов для студентов специальности 2903 всех форм обучения/ Сост. Могилат А.Н., Чернявский В.В., Латыш Ю.А. // Мін-во освіти України, . ПІБІ. Методичні вказівки: затверд. на засіданні Ради інст-ту. Прот. №7 від 17.04.92. Полтава; ПІБІ. -Київ: РОВО „Укрвузполіграф”.-1992.-35с.
Методические указания по выполнению контрольной работы по „Основам систем автоматизированного проектирования объектов строительства ( САПР-ОС ) ”/ Сост. Чернявский В.В. -Полтава: ПІБІ. -1994. -18с.
Методичні вказівки по теплотехнічному вибору огороджуючих конструкцій /Укладачі Чернявський В.В., Юрін О.І. -Полтава, Полт.ТУ.-1996.-10с.
Методические указания по выполнению и оформлению чертежей дипломных и курсовых проектов / Сост. Могилат А.Н., Марченко В.И., Черняховец П.П., Чернявский В.В. -Полтава: ПФ ПИ „Горстройпроект”. -1981. -32с.
Чернявський В.В. Архітектура будівель і споруд. Малоповерхові цивільні будівлі і їх конструктивні рішення / Курс лекцій. -Полтава: Полт. держ. техн. ун-т імені Юрія Кондратюка. -1999. -76с.
Методичні вказівки до варіантного підбору ефективних огороджуючих конструкцій за енергомісткістю для студентів спеціальностей 7.092101, 7.092103, 7.092104, 7.092108, 7.120101, 7.120102 / Укладачі Чернявський В.В., Юрін О.І.-Полтава, Полт. держ. техн. ун-т  імені Юрія Кондратюка. -1999.-10с.
Методичні вказівки до курсової роботи з дисципліни „Планування міст” по плануванню території промислового підприємства для студентів спеціальності 7.092101 // Укладач Чернявський В.В.-Полтава: Полт. держ. техн. ун-т імені Юрія Кондратюка. -1999. -24с.
Чернявський В.В. Самовчитель по AutoCAD. Російська та англомовна версії. -Полтава: „Gris”. -1999. -87с.
Чернявський В.В. Архітектура будівель і споруд: Архітектурні конструкції малоповерхових цивільних будівель: Навчальний посібник. -Полтава: Полт. держ. техн. ун-т імені Юрія Кондратюка. -2001. -182с.
Методичні вказівки до лабораторних робіт по виконанню контрольної роботи на ПЕОМ з дисципліни „Основи автоматизованого проектування” (для ІІІ -го курсу БП) // Укладачі Чернявський В.В., Юрін О.І. - Полтава, Полт. держ. техн. ун-т  імені Юрія Кондратюка. -2002.-21с.
Чернявський В.В., Волик Г.Л., Юрін О.І.Теплотехнічні розрахунки огороджуючих конструкцій будівель ./ Методичні рекомендації для студентів спеціальностей 7.092101, 7.092103, 7.092104, 7.092108, 7.120101, 7.120102.-Полтава,ПДТУ, 2001р.-64с.
Методичні рекомендації до виконання контрольної роботи з дисципліни „Основи автоматизованого проектування об”єктів будівництва” для студентів спеціальності 7.092101 заочної форми навчання // Укладач Чернявський В.В.-Полтава, Полт НТУ, 2003.-39с.
Методичні рекомендації з дисципліни „Комп’ютерні технології проектування конструкцій, будівель і споруд” для студентів спеціальності 7.092101 усіх форм навчання // Укладачі Чернявський В.В., Юрін О.І.-Полтава, ПолтНТУ,2005.-56 с.

## Біографія
1965 – 1968 – Загальноосвітня школа № 10 міста Кременчук. В 1968 році закінчив школу із почесною грамотою.
1971 – 1972 – Продовження навчання з відривом від виробництва в Крюківському машинобудівному технікумі. – м. Кременчук, УССР.
1972 – 1974 – Служба в лавах Радянської Армії. - Військова частина 36997.
1974 – 1974 – Інженер-конструктор конструкторського відділу виробничого об’єднання «Кременчукзалізобетон». – м. Кременчук, УССР.
1975 – 1976 – Студент факультету Промислового та цивільного будівництва Інженерно-будівельного інституті. – м. Полтава, УССР.
1976 – 1980 – Секретар комсомольського бюро факультету Промислового та цивільного будівництва Інженерно-будівельного інституті. – м. Полтава, УССР.
30 червня 1980 року з відзнакою закінчив Інженерно-будівельний інститут за спеціальністю «промислове та цивільне будівництво» з присвоєнням кваліфікації «інженер-будівельник». За роки навчання в університеті був нагороджений численними грамотами та відзнаками. 
З 1 вересня 1980 року розпочав свій професійний шлях в Полтавському інженерно-будівельного інституті в результаті обрання по конкурсу на посаду асистента кафедри «Архітектура цивільних та промислових будівель»;
1982 – 1985 – аспірант, Інженерно-будівельного інституту міста Полтава, Україна. Спеціальність – 05.23.01 – Будівельні конструкції, будівлі і споруди; молодший науковий співробітник кафедри архітектури цивільних та промислових будівель Полтавського інженерно-будівельного інституту. - м. Полтава, Україна;
1985 – 1990 – науковий співробітник, викладач кафедри архітектури цивільних та промислових будівель Полтавського інженерно-будівельного інституту, м. Полтава, Україна;
1990 – 1991 – старший викладач кафедри архітектури цивільних та промислових будівель Полтавського інженерно-будівельного інституту. - м. Полтава, Україна;
04 січня 1991 рік – присудження наукового ступеню кандидата технічних наук. Рішення Ради Московського інституту інженерів залізнодорожнього транспорту ім. Ф.З. Дзержинського. Протокол № 28 від 04.01.1991. Диплом кандидата наук КД № 037044 від 15 травня 1991 року. - м. Москва.
1992 – 2011 - доцент кафедри архітектури цивільних та промислових будівель Полтавського інженерно-будівельного інституту (Полтавського національного технічного університету імені Юрія Кондатюка). - м. Полтава, Україна.
23 червня 1994 рік – присвоєно вченого звання доцента по кафедрі архітектури цивільних та промислових будівель. Рішення Атестаційної Колегії Міністерства освіти України від 23 червня 1994 року (Протокол № 3/24-д). – м. Київ, Україна. Атестат Доцента ДЦ № 005146 від 21.04.1994 року, - м. Київ.
2000 – 2011 – Вчений секретар Спеціалізованої вченої ради по захисту докторських дисертацій Д 44.052.02 Полтавського національного технічного університету імені Юрія Кондратюка, з правом приймати до розгляду та проводити захист дисертацій на здобуття наукового ступеня доктора технічних наук зі спеціальностей: 
- 05.23.01 – будівельні конструкції, будівлі та споруди;
- 05.23.20 – містобудування та територіальне планування (2007 – 2010 рр. - ПОСТАНОВА ПРЕЗИДІЇ ВИЩОЇ АТЕСТАЦІЙНОЇ КОМІСІЇ УКРАЇНИ N 2-08/4 від 12.04.2007 ),
- 05.23.01 – будівельні конструкції, будівлі та споруди;
- 05.23.02 – основи та фундаменти (2010 – 2013 рр.  - ПОСТАНОВА ПРЕЗИДІЇ ВИЩОЇ АТЕСТАЦІЙНОЇ КОМІСІЇ УКРАЇНИ N 3-08/3 від 14.04.2010)

2005 – заступник завідувача кафедри архітектури будівель і містобудування Полтавського національного технічного університету імені Юрія Кондратюка. - м. Полтава, Україна.
2005 – 2006 – завідувач кафедри архітектури будівель і містобудування Полтавського національного технічного університету імені Юрія Кондратюка. - м. Полтава, Україна.
04 жовтня 2007 р. – обрання членом - кореспондентом Академії будівництва України. Диплом Члена – Кореспондента № 1999. – м. Київ, Україна.
30 вересня 2010 р. – присвоєно вчене звання професора Полтавського національного технічного університету імені Юрія Кондратюка по кафедрі архітектури і міського будівництва. Атестат Професора № 004. Серія ПУ. Рішення Вченої Ради Полтавського національного технічного університету імені Юрія Кондатюка від 02 липня 2010 року, протокол № 16. - м. Полтава, Україна.
20 грудня 2010 р. – присвоєно звання ЛАУРЕАТА Всеукраїнського конкурсу Комітету Верховної Ради України «Лідер Паливно-енергетичного комплексу 2010» в номінації «Енергозберігаючий проект»   